# Jaime de Piniés
Jaime de Piniés Rubio (Madrid, 18 de noviembre de 1917-Madrid, 29 de diciembre de 2003) fue un diplomático español, representante ante las Naciones Unidas entre 1968 y 1972 y entre 1973 y 1985.

## Biografía
Nació en Madrid 18 de noviembre de 1917.
Tras recibir su licenciatura en Derecho en la Universidad Central, en 1941, se incorporó como asesor legal del Banco de España, puesto que desempeñó hasta 1945. En 1944, accedió a la carrera diplomática y fue destinado a las Embajadas de España en Cuba, Reino Unido, Estados Unidos y Filipinas. En 1957, fue nombrado responsable de la sección de política norteamericana del Ministerio de Asuntos Exteriores.
En 1960, fue relevado de su cargo en el Ministerio de Asuntos Exteriores y se le eligió Representante adjunto de España ante las Naciones Unidas; ocho años más tarde accedería al cargo de representante permanente. Ejerció esta tarea entre 1968 y 1972. Se hizo cargo de la embajador en el Reino Unido entre 1972 y 1973.
En 1973 volvió a la ONU para dirigir la misión de España en la organización.
Tras su jubilación, fue nombrado por Real Decreto embajador en misión especial ante las Naciones Unidas, y presidió la Asamblea General de la ONU en su cuadragésimo período de sesiones.
Casado y con dos hijos, falleció en Madrid el 29 de diciembre de 2003.

## Obras
- —— (1990) La descolonización del Sáhara: un tema sin concluir.[7]
- —— (2000) Episodios de un diplomático (2000).[6]

## Distinciones
- Gran Cruz de la Orden del Mérito Civil (1964)[8]
- Gran Cruz de la Orden de Isabel la Católica (1968)[9]